# Mark Dry
Mark William Dry (* 11. Oktober 1987 in Milton Keynes) ist ein britischer Hammerwerfer.

## Sportliche Laufbahn
Erste internationale Erfahrungen sammelte Mark Dry bei den U23-Europameisterschaften 2009 in Kaunas, bei denen er mit 65,05 m in der Qualifikation ausschied. 2010 wurde er für Schottland startend Sechster bei den Commonwealth Games in Neu-Delhi und warf dort 67,41 m. Zwei Jahre später qualifizierte er sich für die Europameisterschaften in Helsinki, bei denen er mit 70,27 m in der Qualifikation ausschied.
2014 gewann er mit 71,64 m die Bronzemedaille bei den Commonwealth Games in Glasgow hinter dem Kanadier James Steacy und dem Engländer Nick Miller. 2015 qualifizierte er sich erstmals für die Weltmeisterschaften in Peking, bei denen er mit 73,87 m in der Qualifikation ausschied. 2016 scheiterte er bei den Europameisterschaften in Amsterdam mit 71,96 m in der Qualifikation, wie auch bei den Olympischen Spielen in Rio de Janeiro, bei denen 71,03 m nicht für einen Finaleinzug reichten. Zwei Jahre darauf nahm er zum dritten Mal an den Commonwealth Games im australischen Gold Coast teil und gewann dort mit 73,12 m erneut die Bronzemedaille hinter dem Engländer Miller und dem Australier Matthew Denny.
Bislang wurde er fünfmal Schottischer Meister (2009, 2010, 2012–2014). Seine persönliche Bestleistung von 76,93 m stellte er am 17. Mai 2015 in Loughborough auf.

### Dopingsperre 2020
Im Februar 2020 wurde der 32-Jährige von der britischen Anti-Doping-Agentur (UK Anti-Doping; UKAD) für eine verpasste Dopingkontrolle im Jahr 2018 für vier Jahre gesperrt.